# Synasellus intermedius
Synasellus intermedius is een pissebed uit de familie Asellidae. De wetenschappelijke naam van de soort is voor het eerst geldig gepubliceerd in 1985 door Odette Afonso.